# Paul Thümmel

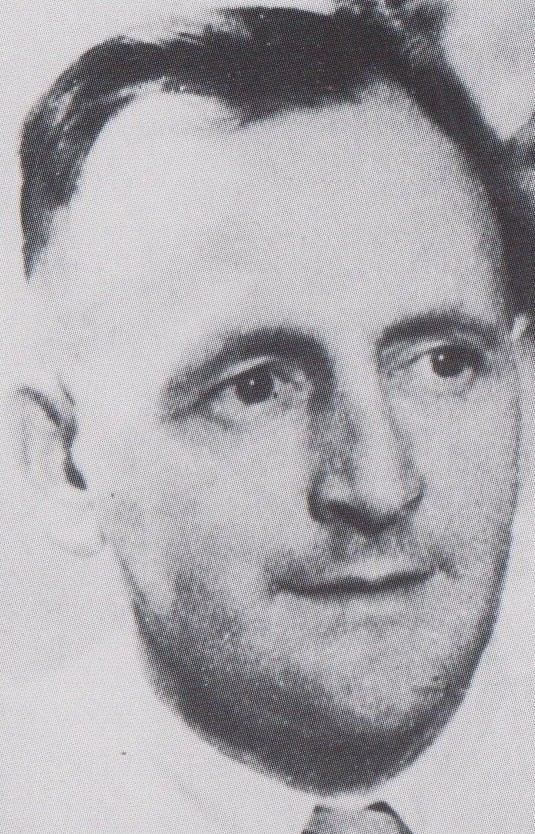
Paul Thümmel (etwa 1936)

Paul Thümmel (* 15. Januar 1902 in Neuhausen/Erzgeb.; † vermutlich 20. April 1945 in der Kleinen Festung Theresienstadt) war ein Doppelagent. Er war Mitarbeiter des deutschen Abwehrdienstes, der unter dem Decknamen A-54 auch als Agent des militärischen Nachrichtendienstes der Tschechoslowakei arbeitete und wichtige Informationen für die Tschechoslowakische Exilregierung und dadurch auch für die Alliierten lieferte. Thümmel benutzte verschiedene weitere Decknamen, darunter: Jochen, Breitner, Voral, Franta, René, Dr. Holm, Dr. Steinberg, Eva, Bär, Raab, Wedel, František.

## Leben
Paul Thümmel, gelernter Bäcker und Konditor, arbeitete in seinem Beruf bis 1934. Bereits 1927 war er bei der Gründung der örtlichen NSDAP (Mitgliedsnummer 61.574) in Neuhausen aktiv. Er erhielt einige hohe Parteiauszeichnungen, so das Goldene Parteiabzeichen der NSDAP, und galt als treues Parteimitglied. Als solches fing er Mitte 1933 an, für den militärischen Nachrichtendienst der Reichswehr zu arbeiten.

Privataufnahme Paul Thümmel

## Doppelagent
Thümmel arbeitete zunächst in der Stellung eines Hauptvertrauensmannes in der Dresdner Organisation der Abwehr in der Abwehrstelle IV. Seine Aufgabe war es, im tschechoslowakischen Grenzgebiet ein Agentennetz aus der sudetendeutschen Bevölkerung zu rekrutieren. Ab 1933 wurde er beim tschechoslowakischen Nachrichtendienst bekannt.
1936 bot Thümmel dem tschechoslowakischen Nachrichtendienst, der 2. Abteilung des Generalstabs, schriftlich seine Zusammenarbeit an, und ausdrücklich für Bezahlung. Nachdem einer der Leiter des Dienstes, František Moravec, Interesse bekundet hatte, lieferte er verschiedene Informationen. Es kam auch zu einigen Zusammenkünften. Zu diesem Zeitpunkt leitete Thümmel bereits die Abteilung III F der Abwehr.

Wohnhaus von Paul Thümmel – 1910 (in der Abbildung steht Paul Thümmel, etwa achtjährig, in der Tür)

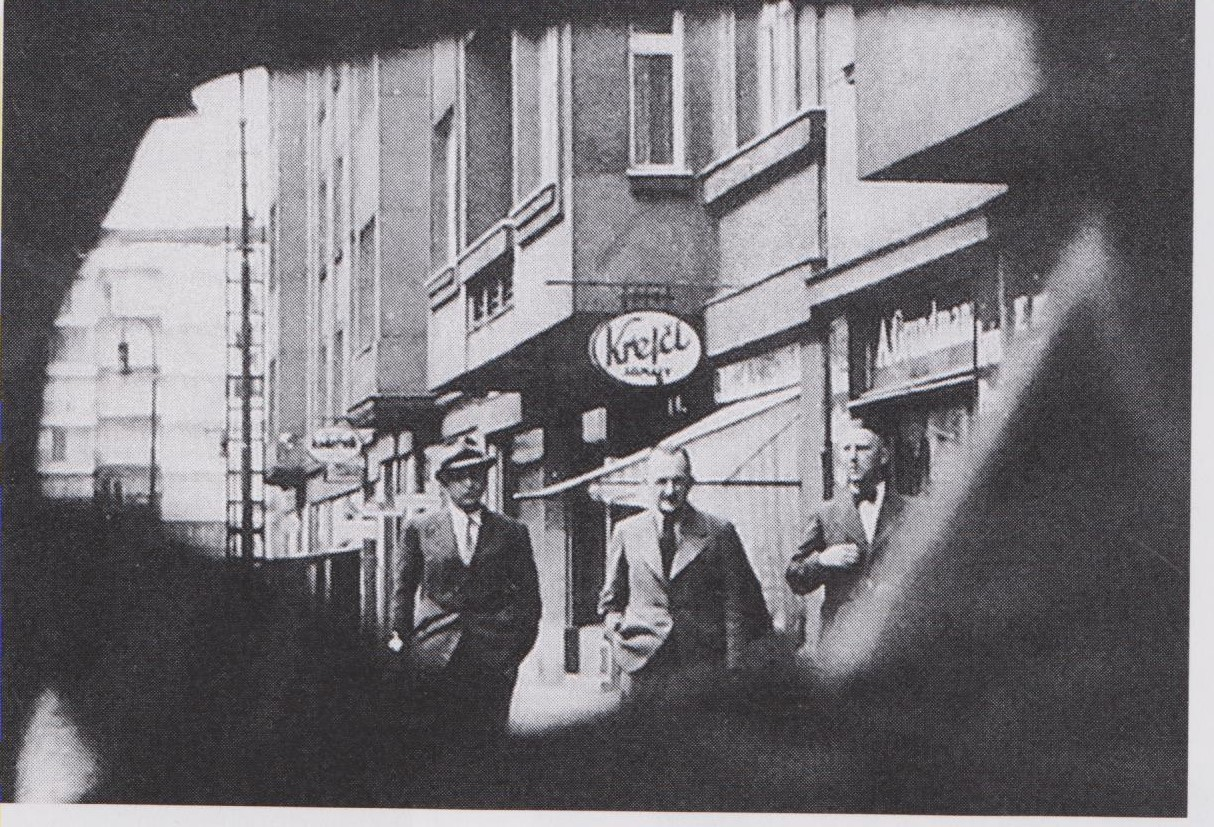
Thümmel (Mitte) bei einem Treffen mit Agenten des tschechoslowakischen Geheimdienstes Tauer (links) und Frank (rechts) im August 1938 in Prag

Zu den gewichtigeren Informationen, die Thümmel lieferte, gehörten unter anderem das genaue Datum der Besetzung des restlichen tschechischen Gebietes am 15. März 1939 (Zerschlagung der Tschechoslowakei), Informationen über den deutschen Angriff auf Frankreich, Belgien und die Niederlande, Berichte der Abwehr über den finnisch-sowjetischen Krieg, die Vorbereitung zur Besetzung Jugoslawiens, Berichte der Wehrmacht und Abwehr über die sowjetische Luftwaffe usw.
Die Warnung vor der Besetzung der (in der NS-Terminologie) "Rest-Tschechei" ermöglichte die rechtzeitige Flucht der Führung des tschechoslowakischen Nachrichtendienstes samt Material am 14. März 1939 nach London. Der Leiter des tschechoslowakischen militärischen Nachrichtendienstes, František Moravec, hielt Thümmel für seinen erfolgreichsten Agenten und einen der besten Agenten des Zweiten Weltkrieges überhaupt. Thümmel, ab Mai 1939 Hauptvertrauensmann der Abwehr in Prag, blieb mit dem Leiter des Nachrichtendienstes Moravec bis zu seiner Verhaftung 1942 in Kontakt. Moravec vermittelte auch den Kontakt zu der Widerstandsgruppe Tři králové (Drei Könige), was den Fluss der Informationen nach London noch begünstigte.
Thümmel informierte tschechische Geheimdienststellen auch frühzeitig, bereits am 26. Juli 1941, über den Holocaust in der Ukraine. In dem Bericht, der über die Exilregierung auch der britischen Regierung zugespielt wurde, war davon die Rede, die Juden würden unter dem Vorwand, Befestigungen auszuheben, zusammengetrieben, um dann in großen Gräben erschossen und vergraben zu werden. Er bezog sich dabei auf den Fahrer von Hans-Ulrich Geschke, den seinerzeitigen Chef der Gestapo Prag.
Paul Thümmel wurde durch den Kryptoanalytiker der deutschen Abwehr Major Wilhelm Ergert enttarnt. Daraufhin wurde er am 20. März 1942 verhaftet. Sein weiteres Schicksal ist nicht endgültig geklärt. Er soll unter dem Tarnnamen Peter Toman in das Gestapo-Gefängnis „Kleine Festung Theresienstadt“ transportiert worden sein, wo er 1945 erschossen wurde. Berichte darüber, ob er gezielt hingerichtet oder mit anderen Häftlingen erschossen wurde, widersprechen sich; auch gibt es Meinungen, Thümmel habe das Ende des Krieges überlebt.

## Rezeption
Über die Rolle, die Thümmel spielte, und über den Charakter der Informationen, die er dem tschechoslowakischen Nachrichtendienst lieferte, wird immer noch heftig diskutiert. Die Beurteilungen reichen von einer Mythen- und Legendenbildung über einen Topagenten bis hin zu der Ansicht, der Agent A-54 sei ein getarnter eingeschleuster Spion, der die Gegenseite desinformieren sollte, gewesen.
Auch einige britische Historiker wie F. H. Hinsley sind der Meinung, dass Thümmel erstklassige politische und militärisch relevante Informationen lieferte. Bei der positiven Beurteilung von Thümmels Informationen wird nicht selten übersehen, dass seine Informationen nicht immer richtig waren und Schaden anrichteten; aufgrund solch einer Information kam es während der Sudetenkrise 1938 zur teilweisen Mobilisierung tschechoslowakischer Streitkräfte, was der deutschen Abwehr zeigte, was zu erwarten war. Ebenfalls ist bekannt, dass Thümmel nie gewichtige Informationen über das von ihm geleitete Agentennetz in der Tschechoslowakei weiterleitete, andererseits später einige Angehörige des Widerstandes im Protektorat Böhmen und Mähren an die Gestapo auslieferte, nachdem er 1939 nach Prag verlegt worden war.